# Telaranea fusifera
Telaranea fusifera là một loài rêu tản trong họ Lepidoziaceae. Loài này được (Spruce) Schiffner miêu tả khoa học lần đầu tiên năm 1964.